# Christian Wolff
Christian Wolff (24. ledna 1679 Vratislav – 9. května 1754 Halle) byl německý osvícenský filozof. Je po něm pojmenována měsíční hora Mons Wolff ležící v pohoří Montes Apenninus.
Leibnizovy myšlenky by pravděpodobně neměly tak dalekosáhlý vliv na další vývoj filozofie, pokud by je Christian Wolff, jako jeho žák a následovník, neuspořádal v propracovaný systém, který oslovil širokou veřejnost.

## Život
Vyučoval nejprve v Halle, a když byl odtamtud přičiněním církevních kruhů vypuzen, přednášel s velkým úspěchem na univerzitě v Marburgu. Za jeho života ovládal „leibnizovsko-wolffovský“ systém německé univerzity až do doby, kdy vyšla hlavní díla Kantova.

Ve svých spisech filozoficky zpracoval všechny hlavní obory vědění, tedy i psychologii, kterou považoval za součást propedeutiky (přípravy) ke studiu filozofie. Termín psychologie se od té doby stal v Německu běžným. Psychologii rozdělil na dva obory, a to na psychologii empirickou a racionální. V díle Psychologia empirica z roku 1732 se zabýval zkoumáním duševního života metodou introspekce; zavedl zde také pojem psychometrie. Ve spise Psychologia rationalis z roku 1734 uvádí především metafyzické spekulace o podstatě lidské duše.

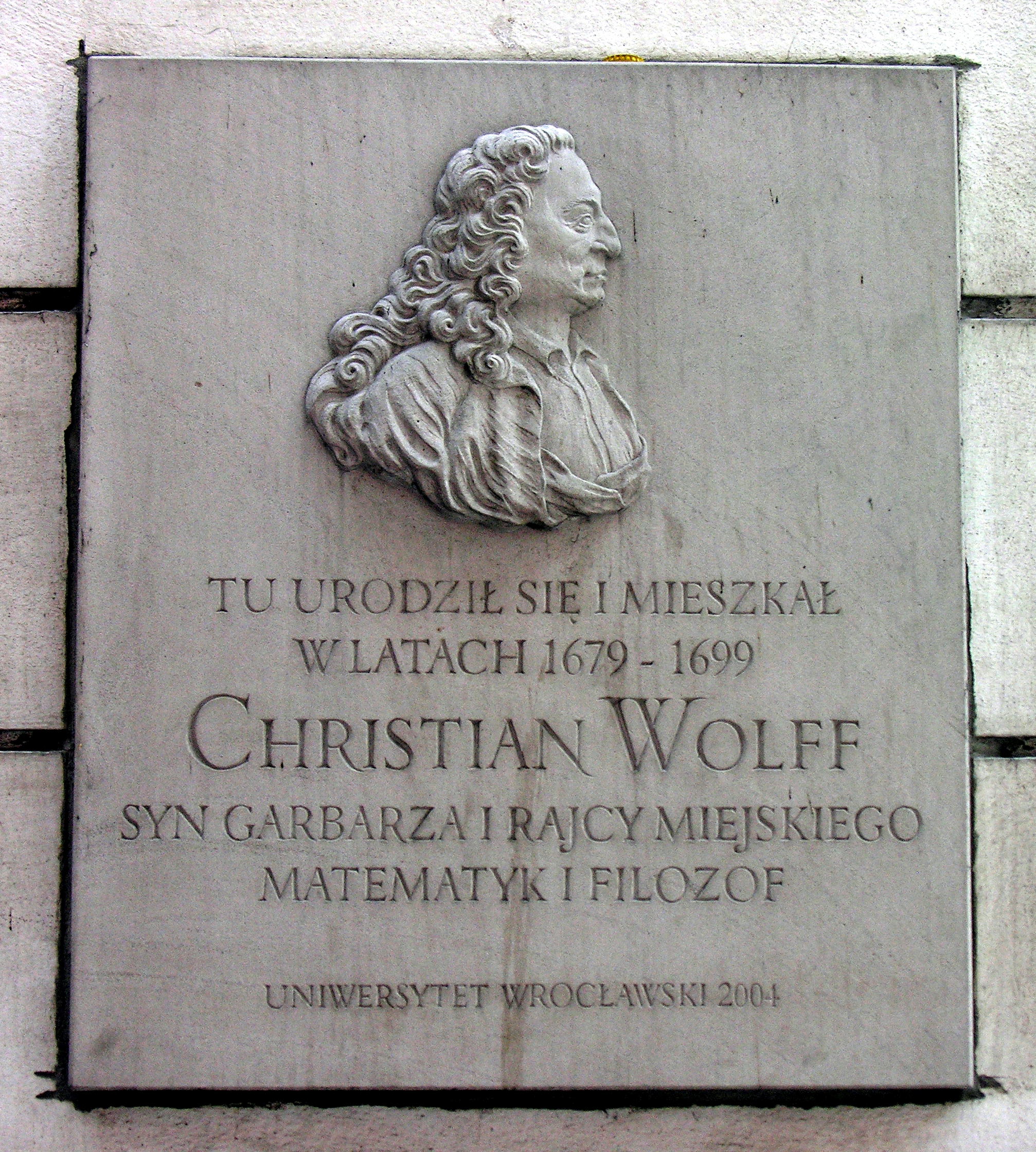
Pamětní deska ve Vratislavi

Podle něj je základní duševní silou síla představivosti (lat. vis repraesentativa), která je zároveň stálou snahou po činnosti, po změně představ. Uvádí, že živá představa pohybu vede k jeho uskutečnění, což považuje za důkaz, že i snažení je projevem základní síly představovací.
Pro vybavování představ vyslovil tento zákon: minulý obsah se vybavuje celý, když přítomný obsahuje jeho část.
Patří k zakladatelům nauky o pozornosti, kterou chápe jako schopnost duše dát jedné části složeného vjemu větší jasnost než ostatním. Čím je pozornost větší, tím menší je její rozsah. Poznávací procesy dělil na vyšší a nižší. Vyšší vždy vyžadují užívání slov či jiných znaků.
Myšlenky Christiana Wolffa šířila první učená společnost na území ovládaném rakouskými Habsburky Societas eruditorum incognitorum in terris Austriacis prostřednictvím prvního vědeckého časopisu v monarchii Monatliche Auszüge.